# Thylacinus
Thylacinus is een geslacht van uitgestorven buidelwolven. Er zijn vijf soorten beschreven, die van het Oligoceen tot in het Holoceen in Australië leefden. In 1936 stierf de buidelwolf als laatste vertegenwoordiger van het geslacht uit.

## Beschrijving
Buidelwolven bereikten een romplengte van vijfentachtig tot honderddertig centimeter, een staartlengte van achtendertig tot vijfenzestig centimeter en een gewicht van vijftien tot dertig kilogram. Hun schouderhoogte was ongeveer zestig centimeter. Hun vacht was kort en ruw, geverfd grijs of geel-grijs. De dertien tot negentien zwartbruine horizontale strepen op het achterste deel van het lichaam en op de basis van de staart, waaraan hij ook zijn naam 'buideltijger' te danken heeft en die als camouflage dienden, waren opvallend. Zijn gezicht had witte aftekeningen rond zijn ogen en oren. De buidelwolf vertoonde verbazingwekkende overeenkomsten met sommige roofdieren uit de hondenfamilie (Canidae) en is een uitstekend voorbeeld van convergente evolutie. De schedel was iets breder, de tandformule was 4 / 3-1 / 1-3 / 3 -4/4 x2, in totaal zesenveertig tanden (hondentandformule: 3 / 3-1 / 1-4 / 4-2 / 3 x2 = 42). Net als honden waren de hoektanden lang en waren de kiezen scherp. Het is opmerkelijk dat de dieren hun kaken zeer wijd konden openen, volgens sommige informatie tot negentig graden. De ledematen waren vrij kort, de benen eindigden in vijf tenen. De dieren waren teen-wandelaars en bereikten waarschijnlijk een snelheid tot veertig km/u.
Convergenties
Het is niet alleen in naam dat er overeenkomsten zijn tussen wolf en buidelwolf. Hoewel de voorouders van beide dieren al heel vroeg in het Krijt waren verdeeld, ontwikkelde zich een roofdier met opvallende overeenkomsten in de groep buideldieren en de hogere zoogdieren. Over het algemeen wegen de overeenkomsten in opleiding en verhoudingen duidelijk op tegen de vergelijkingen, zodat in dit geval sprake is van een uitstekend voorbeeld van convergentie. Beide hebben roofdiertanden met zeer kleine snijtanden en grote, gebogen hoektanden. De voorste kiezen zijn enkelvoudig en de kiezen hebben meerdere bulten. De tandformules zijn:
- voor de buidelwolf: 4 1 3 4/3 1 3 4 = 46
- voor de wolf: 3 1 4 2/3 1 4 2 = 40.

Als je de schedels van deze dieren vergelijkt, is het niet alleen onervaren dat het moeilijk te onderscheiden is. De afbeelding hiernaast toont de schedel van de buidelwolf (rode markering) en wolf (groene markering) in verschillende weergaven. De duidelijkste verschillen met de wolf zijn:
- in zijaanzicht: het schedelbasisoppervlak buigt meer naar de neusbrug; het voorhoofd gebied is volumineuzer; de jukboog loopt verder naar achteren en verbreedt zich daar; de onderkaak is iets smaller.
- vanaf de bovenkant: met name de voorste schedel is smaller; het uitpuilende voorhoofdgebied is duidelijker zichtbaar; het occiput ziet er in vergelijking bijgesneden uit. Het brein van de wolf is verhoudingsgewijs veel groter dan dat van de buidelwolf.
- kijkend naar de onderkant van de schedel: in het gebied van de achterste marge van de verhemelte zijn er twee openingen, het zogenaamde gehemelte-venster (kenmerkend voor originele zoogdieren); op de achterrand van de jukbeenderen vallen de zeer kleine oorblaasjes op.
- schuin van achteren gezien op het achterhoofd: de hoekuitsteeksels op de onderkaak zijn naar binnen gebogen, zoals in bijna alle buideldieren.

## Verspreiding en leefgebied
Ten tijde van de aankomst van de Europeanen in Australië leefde de buidelwolf waarschijnlijk alleen in Tasmanië. Op het Australische vasteland en in Nieuw-Guinea verdween hij eerder. De oorspronkelijke habitat was open bosgebieden en graslanden, maar in de laatste decennia van zijn bestaan is de soort door mensen in dichte bossen teruggedrongen.

## Leefwijze
Buidelwolven waren meestal nachtdieren, maar waren te zien tijdens het zonnebaden. Er zijn verschillende rapporten over de jachttechniek. Volgens sommige rapporten achtervolgde hij zijn prooi totdat hij moe was en het kon overmeesteren, volgens andere rapporten besloop hij zijn slachtoffers en overrompelde hij ze. Zijn sterke kaak hielp hem, volgens een rapport verpletterde hij de schedel van een hond met een enkele beet. Recent onderzoek door een team onder leiding van Marie Attard van de Universiteit van New South Wales in Sydney met computermodellen en kunstgebitvergelijkingen met andere roofdieren weerlegt dit echter en bevestigt de vrij lage bijtsterkte van de buidelwolf. Volgens de analyses lijkt de buidelwolf hoofdzakelijk kleine dieren te hebben gedood, zoals wallaby's en buideldassen.
Zelfs schapen waren daarom te groot als prooi; de vernietigingscampagne tegen de buidelwolf als vermeende schapenmoordenaar was onterecht volgens de feiten van vandaag. In elk geval was hij niet te snel, maar een hardnekkige hardloper. Soms ging hij ook op zijn achterpoten zitten als een kangoeroe, met de staart als ondersteuning. Hij woonde meestal alleen, maar soms jaagde hij in paren of kleine groepen. Bekende geluiden waren een dof blaffen tijdens het jagen, een gegrom als hij boos was en een gehuil dat waarschijnlijk werd gebruikt om met anderen te communiceren. Over het algemeen zijn buidelwolven beschreven als nogal verlegen en vergeleken met de duivel als minder agressieve dieren. Er zijn zeer weinig meldingen van aanvallen op mensen en dieren in gevangenschap zouden zich heel tam hebben gedragen.

### Voedsel
Er wordt aangenomen dat buidelwolven voornamelijk leefden van zoogdieren zoals Australische buideldassen, opossums, wallaby's en andere kleine kangoeroes, maar ze bejaagden ze ook andere zoogdieren (inclusief wilde konijnen en mogelijk ook mierenegels) en vogels. De mate waarin hij op schapen en andere grazende dieren jaagde na de komst van de Europeanen is controversieel, omdat veel van de buitgemaakte schapen, die aan de buidelwolf werden toegeschreven, eigenlijk te wijten waren aan verwilderde honden. Bovendien veronderstelden onderzoekers van de Universiteit van New South Wales, die een 3D-model van de kaak van de buidelwolf simuleerden, dat deze te zwak was om schapen te scheuren.

### Voortplanting
Vrouwelijke buidelwolven hadden een buidel dat aan de achterkant werd geopend en vier spenen bevatte. De meeste welpen werden in de zomer (december tot maart) geboren, de worpgrootte was twee tot vier welpen. Na drie maanden verlieten de welpen het zakje, maar bleven bij de moeder totdat ze amper een jaar oud waren. De levensverwachting wordt geschat op maximaal twaalf tot veertien jaar.

## Buidelwolf en de mens

### Tijdperk vóór de Europeanen
Toen de eerste mensen zich op het Australische continent vestigden, waren buidelwolven wijdverspreid in grote delen van Australië en Nieuw-Guinea, waarvan rotsschilderingen door de Aboriginals ook getuigen. Om onbekende redenen stierven buidelwolven echter uit op Nieuw-Guinea en het Australische vasteland, de laatste fossiele vondsten uit het vasteland (uit het Noordelijk Territorium) dateren tot 3000 voor Christus. Er wordt vaak vermoed dat de dingo, die 5000 jaar geleden door Austronesiërs in Australië werd geïntroduceerd, de buidelwolf verschoof door de concurrentiedruk te vergroten. Dit proefschrift wordt ondersteund door het feit dat de buidelwolf overleefde in Tasmanië, waar dingo's tot de 20e eeuw nooit verschenen.
Een andere theorie houdt rekening met het feit dat uitsterven werd veroorzaakt door een toename van de menselijke bevolking. Er zijn aanwijzingen voor dramatische veranderingen in de menselijke bevolking in veel gebieden van Australië, maar die Tasmanië nooit hebben bereikt. Deze veranderingen omvatten een verscheidenheid aan innovaties in jachtgereedschappen, bevolkingsgroei en vestiging in verschillende gebieden, een intensivering van het gebruik van hulpbronnen en de vestiging van nieuwe gebieden in de woestijnen. De bevindingen tonen aan dat ongeveer 3000 jaar geleden praktisch alle hoofdgebieden van het Australische continent door mensen werden gebruikt. Enerzijds zou uitsterven veroorzaakt kunnen zijn door directe jachtdruk (rotstekeningen uit Noord-Australië laten zien hoe buidelwolven als prooi werden weggevoerd). Deze aanpak wordt ondersteund door ernstige vondsten met sieraden van wolven met tanden van tanden en het feit dat Tasmaanse inheemse mensen op wolven jaagden en ze aten.
Aan de andere kant kunnen veel soorten prooien zijn verminderd en is de buidelwolf mogelijk verplaatst. Een voorbeeld is het zwarte korhoen: omdat het verspreidingsgebied van het zwarte korhoen aanzienlijk is gekrompen voordat de dingo's op het Australische continent arriveerden, had de intensivering van de jacht ook kunnen leiden tot het uitsterven van de buidelwolf. Dit zou kunnen verklaren waarom de Tasmaanse duivel zoveel langer op het vasteland zou kunnen overleven dan de buidelwolf, omdat de Tasmaanse duivel vanwege zijn kleinere omvang minder prooi zou hebben gebruikt en daarom veel minder vatbaar zou zijn geweest voor de toegenomen concurrentiedruk.
De intensivering, de komst van de dingo en het uitsterven van de buidelwolf vallen ook samen met een klimaatverandering in de richting van een kort droger klimaat. Klimaatverandering wordt echter niet als de belangrijkste reden voor het uitsterven beschouwd omdat de droogte relatief mild was en ook Tasmanië trof. Maar het is ook mogelijk dat deze verandering de effecten van intensivering en dingo heeft versneld. Het is ook waarschijnlijk dat de effecten van intensivering en dingo met elkaar verbonden waren en dat dingo een van de redenen was voor de intensivering (eerder verschenen nieuwe jachtgereedschappen). De mate waarin dit verband houdt, is echter niet duidelijk, omdat het niet bekend is hoe snel de dingo's wilde populaties hadden gevormd of hoe sterk ze waren gebonden aan de inheemse bevolking.
Wanneer dit uitsterven daadwerkelijk plaatsvond, is controversieel. Er wordt beweerd dat een kleine populatie in Noord-Australië tot de komst van de Europeanen heeft overleefd. Er zijn incidentele claims van waarnemingen op het vasteland, maar er zijn geen aanwijzingen voor.

### Uitroeiing
In Tasmanië, waar er nooit dingo's waren, was de soort nog steeds wijdverbreid en gebruikelijk in het begin van de 19e eeuw. Nadat schapen op het eiland waren geïntroduceerd, kreeg de buidelwolf de reputatie van een bloeddorstige jager, hoewel in werkelijkheid de meeste schapen werden gedood door verwilderde huishonden. In 1830 legde de regering een premie van één pond op elke gedoodde buidelwolf. Tijdens de jaren 1860 was de soort beperkt tot de meer ontoegankelijke bergachtige regio's in het zuidwesten van het eiland. De jacht met vallen en honden ging onverminderd door. Rond 1910 werd de soort als zeldzaam beschouwd. Dierentuinen over de hele wereld waren op zoek naar deze dieren.
Hoewel de soort in verschillende dierentuinen werd gehouden, was er slechts één nest in gevangenschap in zijn houdgeschiedenis. Die viel in 1899 in de Melbourne Zoo. De laatst bekende moord op een dier in de natuur was in 1930. Het laatst bekende exemplaar tot nu toe, een dier genaamd Benjamin, dat volgens verschillende beoordelingen een mannelijke of een vrouwelijke was, stierf in de nacht van 6 op 7 september 1936 in de Beaumaris Zoo in Hobart, die sindsdien is gesloten in Tasmanië. Het was naar de dierentuin gekomen op 19 februari 1924 met een andere buidelwolf die stierf op 14 april 1930. Benjamin, de langstlevende buidelwolf van 12 jaar en 4 maanden, werd na zijn dood verzorgd en bevindt zich nu in de Art Gallery van het museum in Hobart.
Er wordt ook gespeculeerd dat het uitsterven van de buidelwolf werd bevorderd door een ziekte. Bewijs hiervan is een plotselinge afname van het aantal geschoten dieren rond 1906, een gelijktijdig uitsterven verspreid over Tasmanië en ooggetuigen die spraken over een ziekte vergelijkbaar met die van hondenziekte. Net als bij de andere vermoedens, is er geen bewijs van epizoötie als oorzaak van het uitsterven. Recente modelstudies komen tot de conclusie dat een dergelijke gebeurtenis op zichzelf niet verantwoordelijk kan zijn voor uitsterven. DNA-studies over museumspecimens leverden bewijs dat de populatie in Tasmanië zwaar gefokt was, zodat het gebrek aan genetische diversiteit ook tot uitsterven had kunnen bijdragen.

### Buidelwolven in dierentuinen
Buidelwolven waren niet erg populair bij het publiek, ze kregen alleen aandacht tijdens het voeren, paren, jonge dieren fokken of in vreemd gedrag zoals geeuwen, wat meestal niet als een dreigend gebaar werd opgevat. Tussen 1850 en 1936 bleken 68 buidelwolven in dierentuinen te leven, waarvan achttien in deze periode naar andere dierentuinen werden geëxporteerd.

### Voorzorgsmaatregelen
De beschermende maatregelen om de soort te behouden kwamen te laat. In 1936 werden buidelwolven wettelijk beschermd kort voordat de laatst bekende buidelwolf stierf in gevangenschap. Verscheidene expedities in de volgende decennia vonden geen bewijs dat op een overleving van de soort zou kunnen wijzen. In 1966 vestigde de Tasmaanse regering een beschermd natuurgebied van 647.000 hectare in het zuidwesten van het eiland in het geval dat sommige dieren nog in retraite gebieden konden blijven.

## Huidige status
Met een waarschijnlijkheid die grenst aan zekerheid, is de buidelwolf uitgestorven. Niettemin worden waarnemingen van levende dieren uit Tasmanië keer op keer gemeld, maar er zijn geen duidelijke foto's of video-opnamen van. Onlangs veroorzaakten twee onafhankelijke vermeende waarnemingen op het schiereiland Cape York in het noorden van Queensland in maart 2017 Op 22 maart 2005 bood het Australische tijdschrift The Bulletin een beloning van het equivalent van 750.000 euro voor het bewijs van een levend en ongedeerd dier.

## Genoom
In 2000 begonnen wetenschappers onderzoek te doen naar het DNA van het dier, misschien om de uitgestorven soort opnieuw te kunnen fokken. Vijf jaar later gaven ze de poging op: het aanwezige genetische materiaal was te zeer vernietigd om te worden gereconstrueerd. De onderzoekers hadden onder andere geëxperimenteerd met het DNA van een foetus die in 1886 in alcohol was gedrenkt. Slechts drie maanden later kondigde Mike Archer van de Universiteit van New South Wales aan dat het project door een andere groep zou worden voortgezet. In 2007 wilden Australische zoölogen van het Australian Centre for Ancient DNA van de Universiteit van Adelaide beginnen met DNA-analyse van fecale specimens die in de jaren 1950 en 1960 waren verzameld en die van de buidelwolf afkomstig konden zijn. Dit zou kunnen helpen om de vraag te verduidelijken of de buidelwolf in het wild mogelijk aanzienlijk langer heeft overleefd dan eerder gedacht.
In 2008 slaagden onderzoekers van de Universiteit van Melbourne en de Universiteit van Texas erin het Col2A1-enhancer-gen van de buidelwolf, geïsoleerd uit met ethanol geconserveerd weefsel, in een transgene muis te introduceren, waar het de functie van het orthologe muisgen in kraakbeencellen van muizen kon uitvoeren. In 2009 heeft een andere groep monsters uit twee museumexposities de sequentie bepaald van het mitochondriale genoom van de buidelwolf.
In 2017 slaagde een groep Australische wetenschappers onder leiding van Andrew J. Pask van de Universiteit van Melbourne erin het genoom van de buidelwolf te ontcijferen. Voor dit doel haalden ze het DNA van een jong dier dat nog in de buidel zat toen hij stierf en in 1909 in het Victoria-museum in Australië in alcohol was gedrenkt. Ze ontvingen DNA-fragmenten van 300 tot 600 basenparen, die werden geïsoleerd en gesequenced. Door de overlappende sequenties te vergelijken, verkregen ze een totale sequentie van 188 giga basenparen. Dit werd vergeleken met de databases voor microbiële en schimmel-DNA-sequenties. Na aftrek van deze verontreinigingen bleef een totale frequentie van 155 giga-basenparen over, wat waarschijnlijk overeenkomt met het enigszins complete genoom van de buidelwolf. Deze veronderstelling wordt ondersteund door de vergelijking van de sequentiegrootte van het genoom van nog levende buideldieren, zoals de buidelduivel (Sarcophilus harrisii), waarmee de buidelwolf (Thylacinus cynocephalus) ongeveer 89,3% van het genoom gemeen heeft. Genoomanalyse beantwoordt ook de fylogenetische positie van de buidelwolf, die net als de numbat tot de basale Dasyuromorphia behoort. De Tasmaanse duivel is alleen op afstand gerelateerd aan de buidelwolf, die tot de Dasyuridae behoort.

## Classificatie
De buidelwolf was het enige overlevende lid van de familie van buidelwolven (Thylacinidae), die wordt beschouwd als de orde van de roofdierachtige soort (Dasyuromorphia). De familie zelf is sinds het Oligoceen bezet en bekend bij talloze uitgestorven geslachten. Hierna volgt een korte selectie van soorten:
- Badjcinus turnbulli  uit het lagere Oligoceen komt mogelijk overeen met de huidige buidelmarters in vorm en manier van leven. Het was ongeveer vijfentwintig centimeter lang.
- Nimbacinus dicksoni  leefde in het lagere Oligoceen en het Mioceen en bereikte een hoofdstamlengte van ongeveer vijftig centimeter. Fossiele overblijfselen zijn gevonden in Riversleigh (Queensland) en in de Northern Territory.
- Thylacinus potens  leefde ongeveer acht miljoen jaar geleden in het late Mioceen. Met een lengte van honderdvijftig centimeter en een gewicht van veertig kilogram was de soort iets groter dan de latere buidelwolf en verschilde ook door de kortere, bredere kop.

## Buidelwolf-specimen in museums
De International Thylacine Specimen Database houdt een register bij van alle Thylacinus cynocephalus-preparaten die wereldwijd zijn verkregen. De meeste voorbereidingen bevinden zich alleen in tijdschriften vanwege hun slechte staat van bewaring of de slechte kwaliteit van leven. Specimen die goed worden bewaard, hebben tegenwoordig een hoge showwaarde bij bezoekers. U kunt de specimen van de buidelwolf bezoeken in:
| Land        | Plaats             | Instelling                                                                            |
| ----------- | ------------------ | ------------------------------------------------------------------------------------- |
| Duitsland   | Alfeld (Leine)     | Tiermuseum in Alfeld (Leine)                                                          |
| Duitsland   | Berlijn            | Museum für Naturkunde                                                                 |
| Duitsland   | Bremen             | Übersee-Museum, Bremen                                                                |
| België      | Brussel            | Institut Royal des Sciences Naturelles                                                |
| Duitsland   | Darmstadt          | Hessisches Landesmuseum Darmstadt                                                     |
| Duitsland   | Frankfurt am Main  | Naturmuseum und Forschungsinstitut Senckenberg                                        |
| Zwitserland | Genève             | Muséum d’histoire naturelle de la Ville de Genève                                     |
| Duitsland   | Halle an der Saale | Zoologisches Museum der Martin-Luther-Universität Halle-Wittenberg                    |
| Duitsland   | Heidelberg         | Zoologisches Museum der Ruprecht-Karls-Universität Heidelberg                         |
| Nederland   | Leiden             | Naturalis                                                                             |
| Duitsland   | Mainz              | Naturhistorisches Museum Mainz                                                        |
| Duitsland   | München            | Zoologische Staatssammlung                                                            |
| Duitsland   | Münster            | Landesmuseum für Naturkunde und Zoologisches Museum der Universität Münster/Westfalen |
| Zwitserland | Neuchâtel          | Musée d'Historie Naturelle Neuenburg                                                  |
| Duitsland   | Stuttgart          | Staatliches Museum für Naturkunde Stuttgart                                           |
| Duitsland   | Tübingen           | Zoologisches Institut der Eberhard Karls Universität Tübingen                         |
| Oostenrijk  | Wenen              | Naturhistorisches Museum Wien                                                         |
| Zwitserland | Zürich             | Zoologisches Museum der Universität Zürich                                            |

## Soorten
- Thylacinus cynocephalus – Buidelwolf, Plioceen - Holoceen
- Thylacinus macknessi, Laat-Oligoceen - Vroeg-Mioceen
- Thylacinus megiriani, Laat-Mioceen
- Thylacinus potens, Laat-Mioceen
- Thylacinus yorkellus, Laat-Mioceen - Vroeg-Plioceen

Thylacinus rostralis uit het Plioceen van Queensland wordt inmiddels beschouwd als synoniem voor Thylacinus cynocephalus.

## Fylogenie
|  | Thylacinus megiriani                                                             |
|  |                                                                                  |
|  | \| \| Thylacinus yorkellus \| \| \| \| \| \| Thylacinus cynocephalus \| \| \| \| |
|  |                                                                                  |
|  | Thylacinus yorkellus                                                             |
|  |                                                                                  |
|  | Thylacinus cynocephalus                                                          |
|  |                                                                                  |

|  | Thylacinus yorkellus    |
|  |                         |
|  | Thylacinus cynocephalus |
|  |                         |

|  | Thylacinus megiriani                                                             |
|  |                                                                                  |
|  | \| \| Thylacinus yorkellus \| \| \| \| \| \| Thylacinus cynocephalus \| \| \| \| |
|  |                                                                                  |
|  | Thylacinus yorkellus                                                             |
|  |                                                                                  |
|  | Thylacinus cynocephalus                                                          |
|  |                                                                                  |

|  | Thylacinus yorkellus    |
|  |                         |
|  | Thylacinus cynocephalus |
|  |                         |

|  | Thylacinus megiriani                                                             |
|  |                                                                                  |
|  | \| \| Thylacinus yorkellus \| \| \| \| \| \| Thylacinus cynocephalus \| \| \| \| |
|  |                                                                                  |
|  | Thylacinus yorkellus                                                             |
|  |                                                                                  |
|  | Thylacinus cynocephalus                                                          |
|  |                                                                                  |

|  | Thylacinus yorkellus    |
|  |                         |
|  | Thylacinus cynocephalus |
|  |                         |

|  | Thylacinus megiriani                                                             |
|  |                                                                                  |
|  | \| \| Thylacinus yorkellus \| \| \| \| \| \| Thylacinus cynocephalus \| \| \| \| |
|  |                                                                                  |
|  | Thylacinus yorkellus                                                             |
|  |                                                                                  |
|  | Thylacinus cynocephalus                                                          |
|  |                                                                                  |

|  | Thylacinus yorkellus    |
|  |                         |
|  | Thylacinus cynocephalus |
|  |                         |